# Samurai

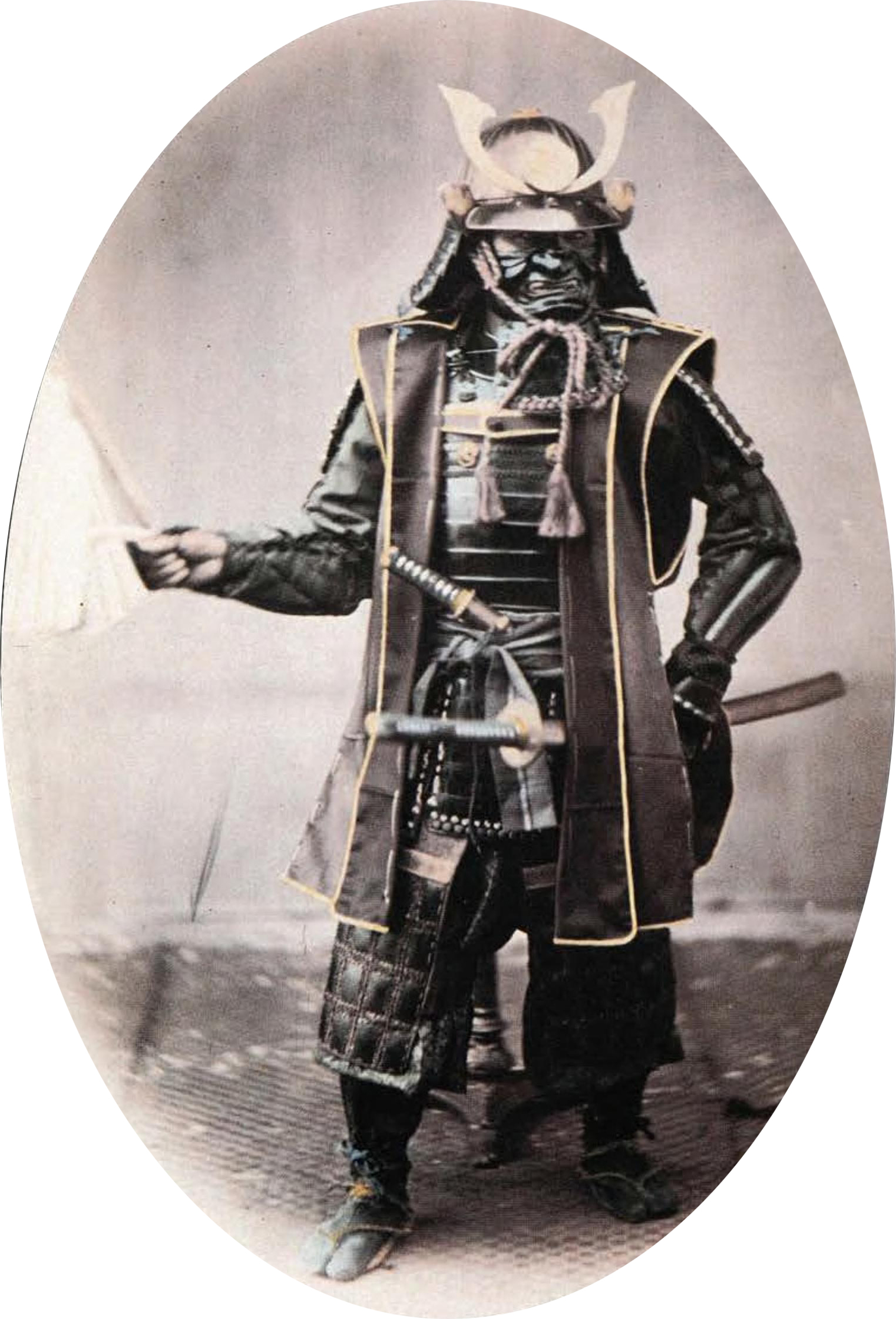
Samurai en armadura, 1860s. Fotografia de Felice Beato

Samurai (侍 o de vegades 士) és un terme generalment utilitzat per referir-se als guerrers del Japó abans que aquest país comencés el procés d'industrialització.
El significat del mot Samurai és servir. Un nom més adient és bushi (武士), terme que data del Període Edo i que significa literalment home de guerra. Tot i això, ara és habitual que la paraula samurai es refereixi a l'aristocràcia militar i no als ashigaru (peus lleugers), els soldats d'infanteria reclutats entre els camperols, que duien una armadura lleugera i usaven com a arma principal el yari (una mena de llança). Es creu que els guerrers rasos japonesos del segle vi es podrien considerar presamurais.

## Etimologia de samurai

Kanji de Samurai

La paraula samurai originalment significava "aquell que serveix en estretes assistències la noblesa", escrit en caràcters xinesos o kanjis que tenien el mateix significat. En japonès, originalment durant el període Heian, es pronunciava saburapi, i després, saburai. En la literatura japonesa, hi ha una referència als primers samurais a la Kokinshū (古今集), a començaments del segle x.
La paraula bushi (武士, lit. "guerrer home-arma") apareix per primera vegada a la història japonesa al Shoku Nihongi (続日本記, de 797 A.D.). En una part del llibre Shoku Nihongi s'hi diu: "Els samurais són els que formen els valors de la nació". Les paraules bushi i samurai van esdevenir sinònims a les darreries del segle xii, segons William Scott Wilson al seu llibre ideals dels samurais. Wilson, al llibre, hi explora a fons els orígens de la paraula guerrer a la història del Japó, així com el kanji utilitzat per representar aquesta paraula. Wilson afirma que bushi en realitat es tradueix com "home que té la capacitat de mantenir la pau, ja sigui literàriament o a través de la força militar".
No va ser fins a començaments de l'època moderna, a la darreria del període Azuchi-Momoyama i a principi del període Edo al pas del segle xvi al segle xvii, quan la paraula saburai va ser substituïda per samurai. Tot i així, el significat havia canviat molt en aquest temps.
Durant l'era de l'imperi dels samurais, la paraula yumitori (弓取, "proa"), també s'usava com a títol honorífic d'un guerrer que hagués esdevingut important gràcies a les seves proeses. El tir amb arc japonès (kyujutsu) estava fortament relacionat amb el déu de la guerra Hachiman.
Un samurai que no estigués dins d'un clan o daimyo (大名) s'anomenava ronin (浪人).
En japonès la paraula ronin significa "home onada", un rodamón que de la mateixa manera que les onades del mar, és lliure i va avançant. Aquesta paraula es va originar en un samurai que ja no estava al servei de cap senyor perquè havia mort i va decidir anar per lliure, classificant-se com a ronin.

### Els noms
Un samurai és normalment conegut per una combinació de kanjis del seu pare o avis i un kanji nou. Els samurais normalment utilitzaven només una petita part del seu nom. Els samurais podien escollir els seus propis cognoms. Per exemple, el nom complet d'Oda Nobunaga seria "Oda Nobunaga Kazusanosuke Saburo" (織田上総介三郎信長), on "Oda" és un nom del clan o la família, "Kazusanosuke" és un títol del vicegovernador de la província de Kazusa, "Saburo" és un nom abans de "genpuku", una cerimònia de majoria d'edat, i "Nobunaga" és el nom d'adult.

## Història

### Origen dels samurais

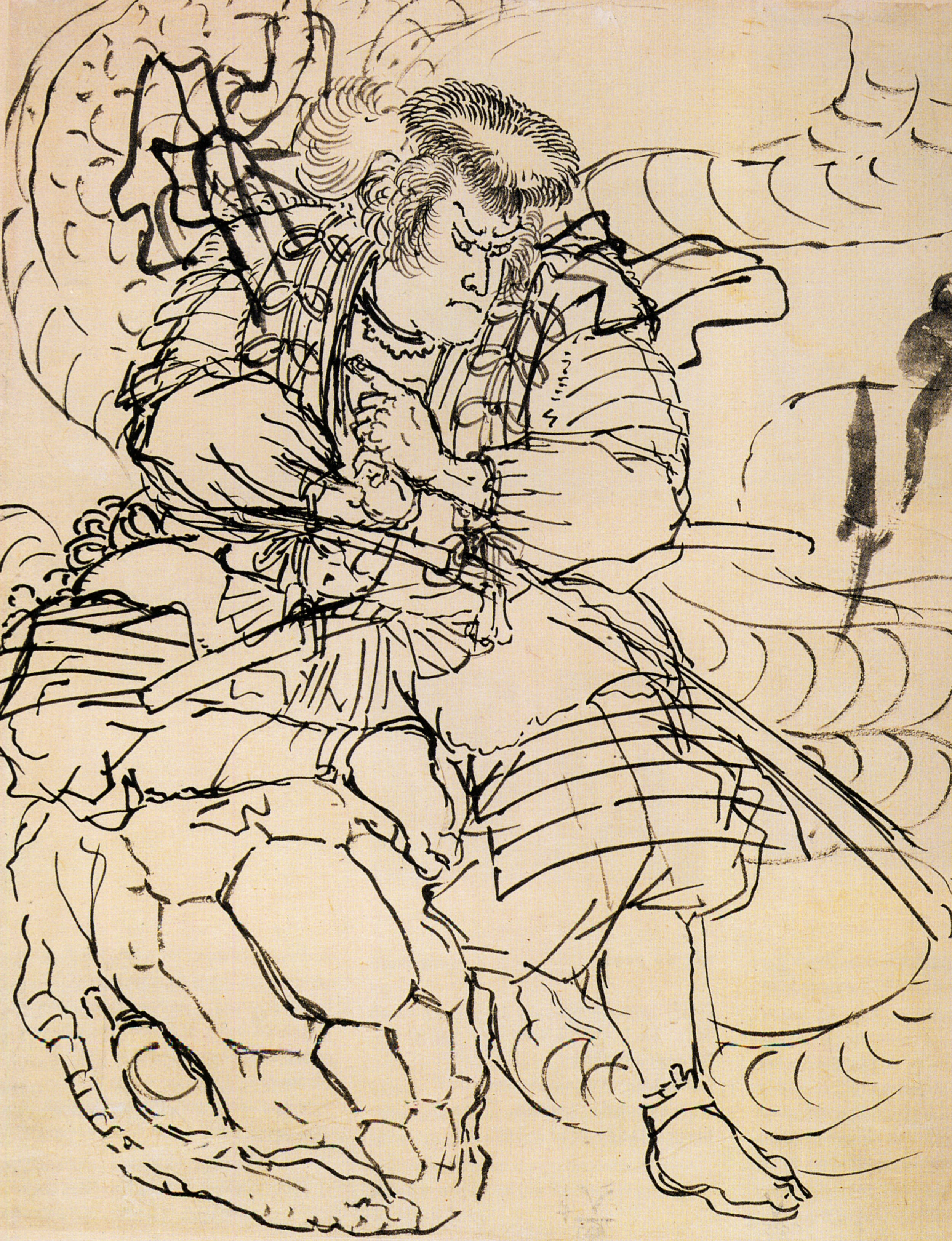
Samurai lluitant contra una serp gegant, dibuixat per Utagawa Kuniyoshi.

El Japó va patir unes reformes generalitzades durant el segle vii, entre les quals destaca el canvi de capital a Nara (Heijōkyō) i la Reforma Taika, promulgada per l'Emperador Tenji el 646. Aquest edicte xinès va introduir pràctiques culturals i tècniques administratives per tot japonès aristòcrata i burgès.
Després d'una derrota desastrosa contra la Xina de la Dinastia Tang i el regne de Silla en la batalla de Baekgang el 663 van continuar les reformes amb el Codi Taihō, de 702 i el posterior Codi Yōrō. La població estava obligada a informar periòdicament el cens, que s'utilitzava com a precursor per reclutar gent a l'exèrcit. Donada la situació del moment i la distribució de la població, l'emperador Mommu va redactar una llei que deia que de cada tres o quatre homes, un s'havia de reclutar a l'exèrcit nacional. Aquests soldats havien d'aportar les seves pròpies armes, i a canvi quedaven absolts dels imposts. Aquest va ser un dels primers intents del govern imperial de formar un exèrcit organitzat seguint el model xinès. S'anomenava gundan-sei (軍団制) i els historiadors creuen que va ser de curta durada.
El Codi Taihō, basat en l'administració xinesa, classificava els buròcrates imperials en dotze rangs, cadascun dividit en dos subrangs, on la 1a categoria era el màxim conseller de l'emperador. Més endavant, el 6è grau es referia als samurais que tractaven assumptes administratius del dia a dia. Tot i que aquests samurais eren funcionaris públics civils, es creu que el mot que designa els guerrers deriva d'aquest terme.

### Era Heian
Al principi de l'era Heian (final del segle viii i principi del segle ix) l'Emperador Kammu (桓武天皇), que va donar el títol de Seii Tai Shogun (征夷大将軍) o shogun al seu general Sakanone Tamuramaro, va intentar consolidar i ampliar el seu imperi pel nord de Honshu, però els exèrcits que va enviar per esclafar la rebel·lió dels emishi no tenien motivació ni disciplina i l'emperador va començar a dependre dels poderosos clans regionals per derrotar els emishi. Experts en combat a cavall i arc (kyūdō, 弓道), aquests clans guerrers de l'emperador es van convertir en la seva eina preferida contra les rebel·lions.
Finalment l'emperador Kammu va dissoldre el seu exèrcit, i des d'aquell moment el seu poder va anar disminuint gradualment. Si bé l'emperador seguia sent el governant, els clans poderosos de Kyoto (京都) van assumir el càrrec de ministres, i els seus familiars van comprar posicions com a magistrats. Per acumular riqueses i pagar deutes, els jutges solien imposar grans quantitats d'imposts, fent que hi hagués molts agricultors sense terres.
Com que l'amenaça de robatori va augmentar, els clans van iniciar un reclutament a les esplanades de Kanto. Gràcies a un intens entrenament en les arts marcials, es va aconseguir uns grans guardians que acompanyaven els recaptador d'imposts i que amb la seva mera presència ja dissuadien molts bandits de robar. Van ser anomenats saburai. Alguns clans es van formar originalment perquè els agricultors havien pres les armes per protegir-se dels magistrats imperials que havien vingut per la recaptació d'imposts.
Aquests clans van formar aliances per protegir-se contra clans més forts i a mitjans del període Heian ja havien adoptat les característiques dels samurais amb les armes, les armadures i la base del bushido, el seu codi ètic, amb comportaments específics determinats segons els ensenyaments del mateix clan, i van servir de model per educar les posteriors generacions de guerrers. Aquests ideals van arrelar enèrgicament a la societat guerrera i es van consolidar com una forma adequada dels homes d'armes. Amb el Heike monogatari, la imatge del guerrer japonès en la literatura va arribar a la seva plena maduració. Durant la major part de la història dels samurais, es descrivien a si mateixos com a kyuba no michi (forma de la proa i del cavall).

### El shogunat Kamakura i el zenit dels samurais
El shogunat Kamakura (鎌倉幕府 Kamakura bakufu) va ser el primer règim militar feudal japonès establert pels shōguns des del 1185 fins al 1333. El poder estava centralitzat a la ciutat de Kamakura, que era la capital del shogunat. Si originalment els guerrers eren pràcticament mercenaris al servei de l'Emperador del Japó i els clans nobiliaris (kuge, 公家), van acumular prou mà d'obra, recursos i el suport polític per formar aliances amb altres i així posar el primer samurai dominador al govern.

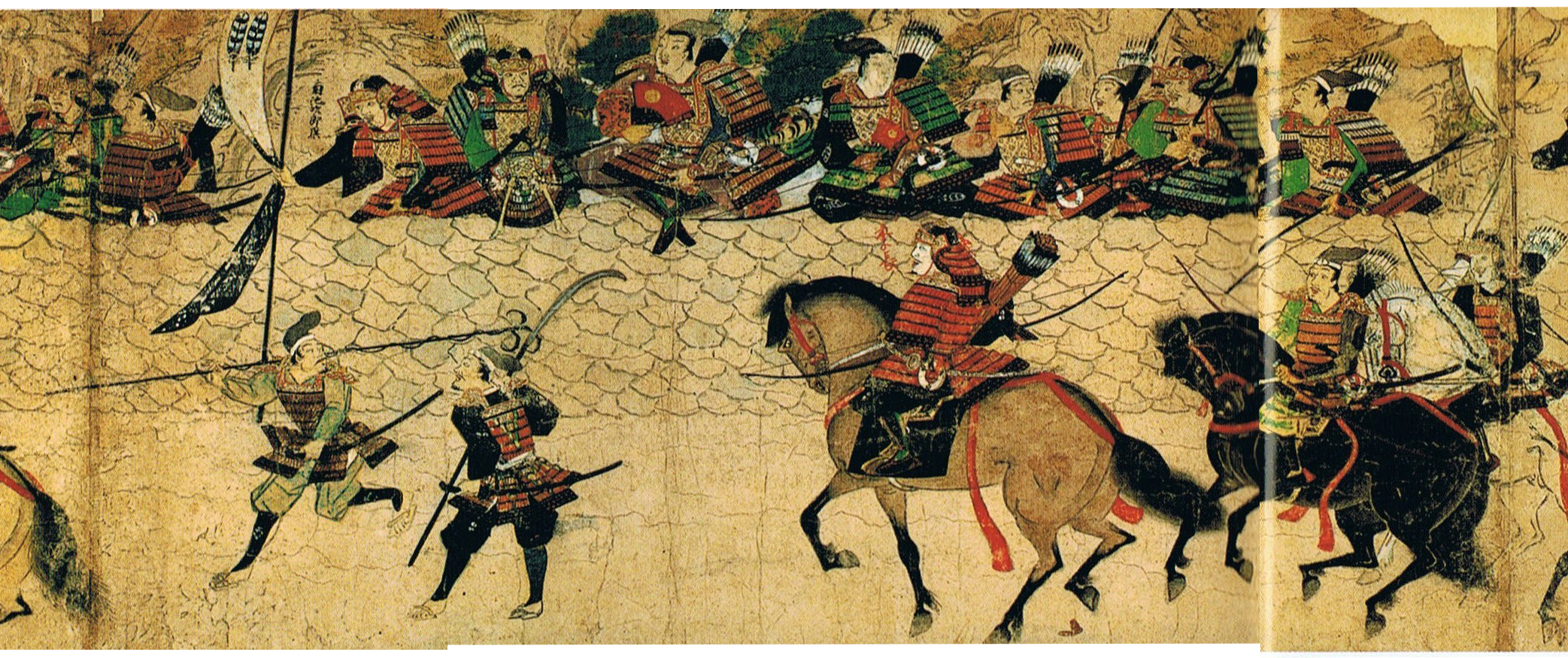
Samurais i la muralla defensiva de Hakata. Moko Shurai Ekotoba, (蒙古襲来絵詞) 1293.

El poder dels clans va anar creixent i el cap normalment era un parent llunyà de l'emperador o membre menor dels clans Fujiwara, Minamoto o Taira. Tot i que els samurais originalment eren assignats durant un període de quatre anys com a magistrats, era habitual que es neguessin a marxar abandonant la seva família, deixant que els seus fills heretessin les seves posicions com si haguessin mort i continuant dirigint les rebel·lions en diferents punts del país.
Els guerrers es van acabar convertint en una nova força de poder polític a les corts i a l'acabament de l'era Heian es consolida el seu poder juntament amb l'enfrontament dels rivals Minamoto no Yoshitomo i Taira no Kiyomori a la Rebel·lió Heiji el 1160. Com a conseqüència de la seva victòria, Taira no Kiyomori es va convertir en conseller imperial, i va ser el primer guerrer a aconseguir aquest càrrec. Finalment va aconseguir el control del govern central i va ser el primer cop que el país estava dominat per un samurai, i l'emperador va passar a ser una figura representativa.
El clan Taira i el Minamoto es van tornar a barallar el 1180 durant la Guerra Gempei que va acabar el 1185 amb la victòria de Minamoto no Yoritomo, que va establir els samurais a la casta de l'aristocràcia. El 1190 va visitar Kyoto i el 1192 es va convertir en Seii Taishogun, al Shogunat de Kamakura o Kamakura Bakufu.

### Oda Nobunaga i Hideyoshi Toyotomi

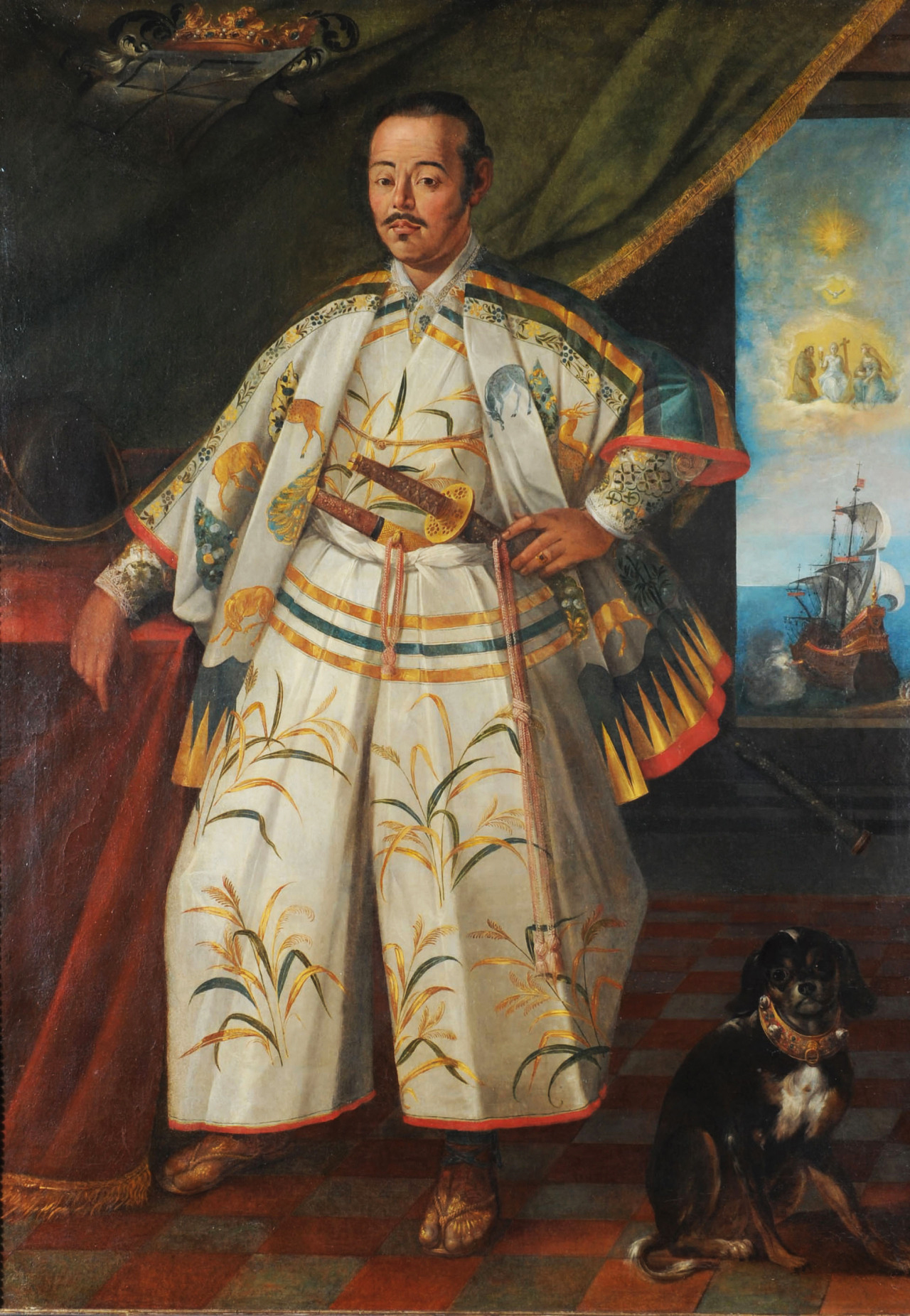
El Samurai Hasekura Tsunenaga a Roma el 1615.

Amb les seves innovacions en l'organització i tàctiques de guerra, Oda Nobunaga, el senyor de Nagoya (abans anomenada província d'Owari) va aconseguir un seguit de victòries consecutives, entre elles en la batalla d'Okehazama el 1560, que finalment van acabar amb el Shogunat Ashikaga, i va atacar els santuaris budistes el 1571 per acabar amb la potència militar dels monjos que havien participat en les lluites durant segles, cosa que va provocar grans maldecaps a l'emperador Ōgimachi que intentava controlar les seves accions. Nobunaga va desenvolupar el comerç i la indústria, i va morir el 1582 a mans d'Akechi Mitsushide, un dels seus generals, quan es va girar el seu exèrcit en contra seu.
Hideyoshi Toyotomi i Tokugawa Ieyasu, els fundadors del Shogunat Tokugawa, eren fidels seguidors de Nobunaga. Hideyoshi, un camperol que va acabar sent un dels millors generals de Nobunaga, va derrotar Mitsushide com a venjança per la seva traïció, passant a ser considerat el seu legítim successor. Va crear una llei que va durar fins a la fi del període Edo i la primeria de la restauració Meiji, que deia que tot samurai tenia dret de portar armes a sobre sempre que volgués. Ieyasu va compartir la seva infància amb Nobunaga. Aquests dos samurais van ser grans homes de confiança per Nobunaga per les seves grans proeses a la unificació del Japó, que fou completada el 1590.
| «              | La reunificació és com un pastís d'arròs, Oda el fa, Nasiba li dona forma i Ieyasu li dona el gust | » |
| — Oda Nobunaga | |   |

En aquell període hi havia molts ninges que eren els que feien la feina bruta de l'emperador. Acostumaven a treballar de nit i, per aquest motiu, anaven amb la vestimenta negra i usaven altres tipus d'armes a part de la katana, mentre que els samurais eren els criats o soldats de l'emperador i donaven la vida per ell si era necessari; a diferència dels ninges, les creences dels samurais establien que sempre havien d'anar ben vestits i nets per estar dignes en cas que es presentés la mort, i si el seu honor era tacat l'única manera de recuperar-lo era a través del hara-kiri (suïcidi ritual) perquè no es podia ser derrotat o avergonyit; era millor morir que viure així.

### El shogunat Tokugawa

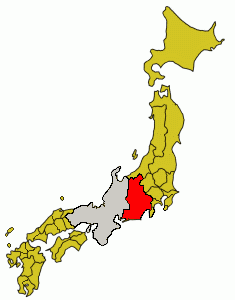
Territoris sota el control d'Oda Nobunaga el 1582 (en gris) i de Tokugawa Ieyasu des de 1560 al 1589 (en vermell)

La batalla de Sekigahara, el 15 de setembre de 1600, va obrir el camí al Shogunat per Ieyasu Tokugawa. Encara que li duria tres anys més consolidar la seva posició de poder sobre el daimyo, es considera que és el començament no oficial del Shogunat Tokugawa, l'últim shogunat que va controlar el Japó.

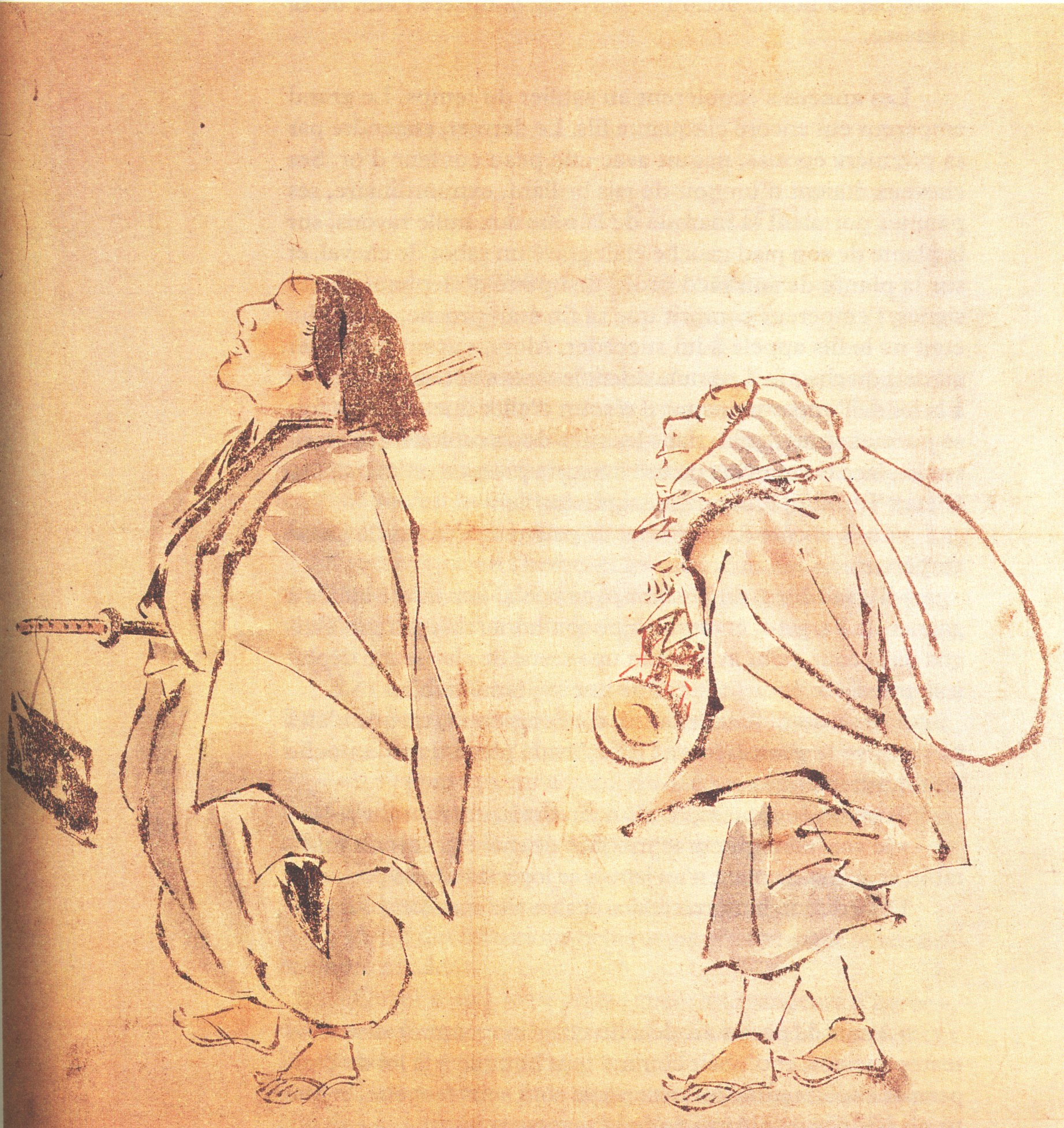
Samurai caminant seguit d'un servent, per Hanabusa Itcho (1652 - 1724)

Durant l'era Tokugawa, els samurais es convertien cada cop més en membres de les corts, buròcrates i administradors, en detriment del seu rol de guerrers. Amb la guerra de principi de segle xvii, els samurais van perdre gradualment la seva funció militar durant el shogunat Tokugawa, també anomenat període Edo, perdent el seu rol d'arma d'ús diari, el daisho cada vegada tenia un ús més simbòlic i menys militar. Aquests samurais encara tenien el dret legal de reduir aquells plebeus que no mostressin el degut respecte (kiri sute gomen (斬り捨て御免)), tot i que normalment usaven aquest dret d'amagat. Quan el govern central va obligar el daimyos a reduir la mida dels seus exèrcits, els ronin es van convertir en un problema social.
Els ensenyaments obligatoris dels samurais amb els seus senyors (normalment un daimyo) van augmentar i es van centrar força en els ensenyaments de Confuci i Menci (500ac), que eren lectura obligatòria per l'educació de la classe samurai. Durant aquest període el bushido es va formalitzar i és important assenyalar que era un ideal tot i que va romandre constant des del segle xiii fins al segle xix.
El bushido va ser ensenyat als samurais durant tot aquest temps tot i que hi hagué períodes de pau. La conducta dels samurais es va convertir en un model favorable d'un ciutadà de l'Edo. Amb el pas del temps els samurais van passar a la cerca d'altres interessos com el de ser un erudit. El bushido encara sobreviu en l'actual societat japonesa, de la mateixa manera que ho fan diversos aspectes que venen dels samurais.

### La Restauració Meiji

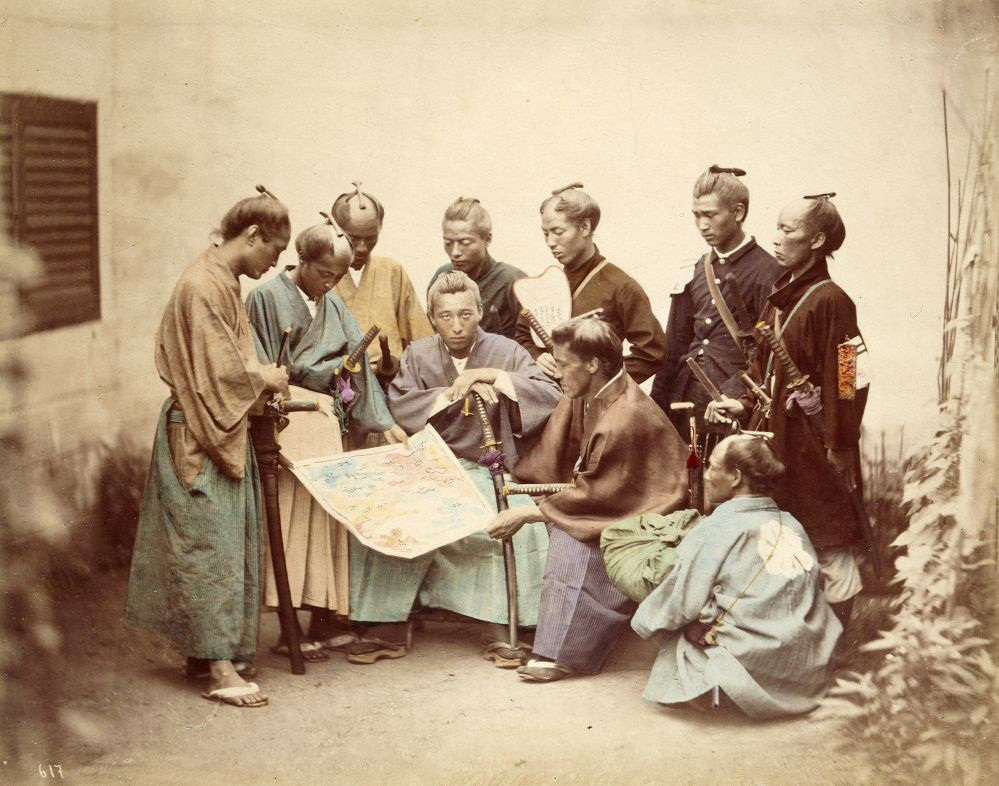
Samurai del clan Satsuma, durant el període Guerra Boshin, prop del 1867. Fotografia de Felice Beato.

L'última aparició dels samurais originals és del 1867 quan els samurais de les províncies de Choshu i Satsuma van derrotar les forces del shogunat Tokugawa a favor del govern de l'Emperador Meiji amb la Guerra Boshin (1868-1869) per establir la Restauració Meiji. Les dues províncies eren les terres del daimyo que s'havien rendit a Tokugawa Ieyasu després de la batalla de Sekigahara (1600).
El govern format per l'Emperador Meiji va aplicar canvis radicals que pretenien reduir el poder de les esferes feudals, que no havien de ser una força política conforme a la nova ordre, fins i tot a la província de Satsuma, conduint a la dissolució de l'estat samurai, abolint el dret del samurai a ser l'única força armada a favor d'un exèrcit més modern i a l'estil occidental. El samurai es va transformar en Shizoku (士族) i va retenir alguns dels seus soldats, però el dret de portar posada una katana en públic va ser abolit finalment, juntament amb el dret de reduir plebeus que faltessin al respecte. Els samurais van arribar a la seva fi després de centenars d'anys de govern al país. Tot i així, el domini de l'estat per les classes militars encara no havia acabat. Aquesta situació va conduir a la Rebel·lió de Satsuma liderada per Saigo Takamori que va morir en la batalla de Shiroyama juntament amb els darrers centenars de samurais.
Després de la restauració, en la qual es va optar per transformar el Japó en un estat modern, els membres del govern Meiji van decidir seguir les passes del Regne Unit i Alemanya, basant-se en el concepte de la noblesa obligada. Amb les reformes de Meiji a la fi del segle xix, la classe dels samurais va ser abolida i va ser canviada per un exèrcit nacional a l'estil occidental. Els exèrcits japonesos imperials van ser reclutats, però molts samurais es van oferir per ser soldats i molts van ser entrenats per ser oficials. La major part de la classe d'oficials de l'Exèrcit Imperial era d'origen samurai, sent motivats, disciplinats i excepcionalment entrenats.

## Cultura

### Educació
Fins al segle xiv, els samurais eren generalment analfabets, però tot i així aspiraven als més alts estaments de la noblesa. Un exemple seria Taira Tadanori (un samurai que apareix al Heike monogatari o "Història dels Heike"), que era cèlebre per saber llegir i escriure. A partir del segle xiv, s'esperava que els samurais tinguessin un mínim de cultura i alfabetització, tot i que el nombre real de samurais alfabetitzats era molt baix, ja que pocs guerrers havien tingut el temps o la voluntat de dedicar tantes hores a aquest aprenentatge. Durant segles, els aristòcrates van desenvolupar la seva pròpia cultura.
| «      | Bun Bu Ryo Do (literalment: arts literàries, arts militars, en els dos sentits o la ploma i l'espasa en acord) | » |
| — dita | |   |

D'un samurai s'esperava que sabés llegir i escriure, així com que sabés matemàtiques. Hideyoshi Toyotomi va ser un gran samurai d'origen camperol que només sabia llegir i escriure en hiragana, i això va ser un gran inconvenient per ell. D'un samurai s'espera, tot i que no és un requeriment, que sàpiga d'altres arts com el ball, el Go, la literatura, la poesia i el te. Ōta Dōkan, un governant d'Edo, va escriure que li feia vergonya saber que tenia un plebeu que tenia més coneixements de poesia que ell.

### Filosofia
Els samurais es regien per un estricte codi ètic conegut com el codi del Bushido, basat en set principis: Rectitud (義 - Gi), coratge (勇 Yuu), benevolència (仁 Jin), respecte (礼 Rei), honestedat (誠 Makoto), honor (名誉「名譽 Meiyo) i lleialtat (忠 Chuu). L'honor i la fidelitat al seu senyor contenia els valors més alts d'un samurai. Havien de ser totalment fidels a l'emperador, encara que això els pogués costar la vida. De fet, una prova de confiança que hi havia per part dels samurais de qui es desconfiava, era ordenar-los que se suïcidessin.
També ells seguien uns camins anomenats els "camins espirituals de l'espasa". Tot i que la visió de l'honor per un samurai moltes vegades ha sigut bastant idealitzada, la devoció que tenia el codi d'honor i la seva espasa, en certs punts era bastant desmesurada per un membre de la noblesa; l'exemple més comú seria: a causa del fet que un samurai considerés que la seva espasa era la seva pròpia ànima, si era tocada per un altre samurai (tot i ser de manera accidental) això suposava un duel entre els dos. Ara bé si el que tocava l'espasa no era de la noblesa, això significava la pena de mort pel propietari de l'espasa.
Alguns samurais van deixar importants llegats de la seva manera de viure, sent especialment importants el Go-rin no sho, el llibre dels cinc anells de Miyamoto Musashi i l'Hagakure, el camí del samurai de Yamamoto Tsunetomo.

### Jocs
A Satsuma es practicava al dotzé mes de cada any una competició per a aspirants a guerrers amb espasa anomenada hiemontori on els participants per a guanyar havien de ser els primers a mossegar una orella o un dit d'un criminal que esperaven que fóra executat i ensenyar l'orella o el dit als seus companys. El premi consistia a tindre el dret de pràcticar amb l'espasa amb el cadàver del criminal. I practicaven amb espases de fusta. Un dels que més han guanyat aquestes competicions han sigut Kirino Toshiaki i Yamamoto Gonnohyoue.
El lloc on solia practicar-se el hiemontori era a la presó de Seto.

### Shudō (衆道)

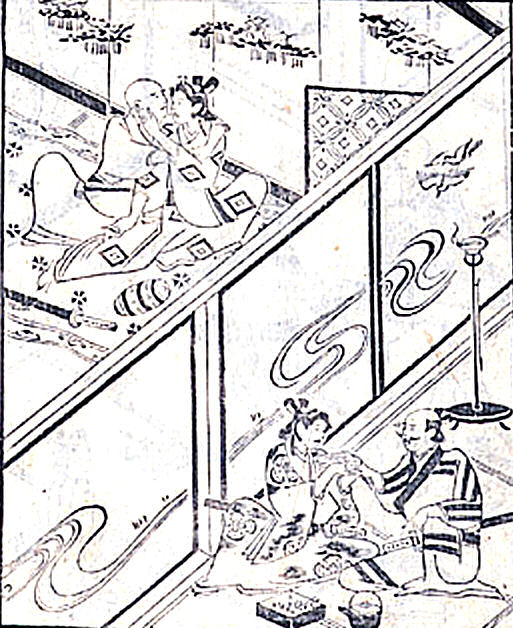
Un Shudō on es veuen samurais joves i grans

La tradició de lligams amorosos entre un adult i un jove samurai es diu "flor de l'esperit samurai" i forma la base real de l'estètica samurai. Igual que en l'educació grega, la pederàstia és una pràctica honorable i important en la seva societat. Era una de les principals formes en què es transmetia l'ètica i els coneixements de generació en generació.
Un altre nom per a aquest tipus de relacions era bidō (美道, la forma bella). La devoció que dos samurais tenien un per l'altre era pràcticament tan gran com la que tenien pel seu daimyo. Hagakure i altres samurais van donar ordres específiques sobre la forma en què aquesta tradició s'havia de dur a la pràctica. Després de la Restauració Meiji i la introducció d'un estil de vida més occidental, aquesta pràctica va desaparèixer.

## La dona del samurai
Les lleis morals de Confuci ajudaven a definir les relacions personals i el codi de l'ètica de la classe guerrera on explica la submissió de la dona al seu marit, pares i atenció als fills. L'excés d'amor i estima d'una dona envers el seu fill feia que aquest no sortís com un home dret; per tant, les dones havien d'ensenyar disciplina. Mantenir la casa era el principal deure de la dona dels samurais, especialment durant les primeres etapes del Japó feudal, quan l'home viatjava sovint a l'estranger en campanyes. L'esposa o okusan (que significa: qui es queda a la llar), es dedicava a tots els assumptes domèstics, cuidar els fills i en certes ocasions protegir la casa per la força. Per aquest motiu moltes dones de classe samurai van ser entrenades en l'art de l'esgrima anomenat naginata o un ganivet anomenat kaiken en un art anomenat tantojutsu(lit. l'habilitat del ganivet).
Les característiques remarcables de les dones de la classe samurai eren: la humilitat, l'obediència, el control sobre elles mateixes, força i lleialtat. Idealment, les esposes dels samurais eren expertes en la gestió de la propietat, el registre de manteniment que tracta d'assumptes financers, l'educació dels fills i cuidar de les persones grans o malaltes que vivien a la mateixa casa.
Tot i que les dones de les famílies de samurais més riques gaudien d'avantatges a causa de la seva posició social, com ara evitar el treball físic, eren considerades inferiors als homes. A les dones els estava prohibit participar en els assumptes polítics. Això no significa que les dones hagin estat sempre impotents. Hi va haver petites excepcions en què hi va haver dones importants en la història dels samurais. Després que Ashikaga Yoshimasa el vuitè shogun de Muromach perdés gran interès en la política, la seva esposa Tomiko Hino va governar en gran manera al seu lloc. Nene, esposa de Toyotomi Hideyoshi, va anul·lar algunes decisions del seu marit i Yodo, el seu amant, es va convertir en el capità del castell d'Osaka després de la mort de Toyotomi Hideyoshi. Chiyo, esposa de Kazutoyo Yamauchi, va ser durant molt de temps considerada l'esposa ideal del samurai. Segons la llegenda, ella va fer el seu kimono d'un mosaic de trossos de tela vella i es va guardar els diners per comprar-se un marit i un magnífic cavall per cavalcar-lo en moltes victòries. La font de poder de les dones que van poder ser samurais estava relacionat amb els diners i les finances dels seus marits.
Al shogunat Tokugawa l'educació i especialment en les dones va millorar molt. El matrimoni va començar a ponderar els criteris d'intel·ligència i l'educació com a atributs desitjables en les dones, juntament amb l'atractiu físic. Tot i que molts texts escrits per dones durant el període Tokugawa només es referien a com havia de ser una dona per ser una bona esposa, són els que van comprometre un repte a l'aprenentatge de la lectura i a la cultura filosòfica i clàssica. Gairebé totes les dones de la classe samurai va ser alfabetitzades a l'acabament del període Tokugawa.

### Matrimoni
Els matrimonis dels samurais s'organitzaven per poder-los casar amb algú del mateix rang o superior. Els samurais de baix rang es casaven més per necessitat que per alguna altra cosa. La majoria de les dones casades venien d'una família de samurais, però estava permès que un samurai es casés amb una plebea, encara que fos de rang inferior. En aquests casaments els dots els donava la família de la dona i eren usats per iniciar una nova vida.

### Amants
Un samurai podia tenir una amant i això en molts casos era considerat com un matrimoni. Quan ella era una plebea, s'enviava un missatge per notificar al pare la notícia per si aquest donava consentiment o no. Normalment aquest missatge anava acompanyat de diners, i també era normal que el pare acceptés aquest compromís. Si l'esposa d'un samurai donava a llum i tenia un fill, aquest podia esdevenir un samurai en tot dret.

### Divorci
Un samurai es podia divorciar de la seva esposa per un seguit de raons: l'aprovació d'un superior, si ella no podia tenir fills, per motius personals com pot ser simplement que no l'estimava... Tot i així, aquesta última raó s'intentava evitar, ja que era vergonyosa. Després del divorci el samurai havia de tornar tots els diners del dot. Això feia que molts no es divorciessin. Alguns comerciants rics tenien les seves filles casades amb samurais per esborrar, així, els seus deutes i avançar posicions.

## Armes

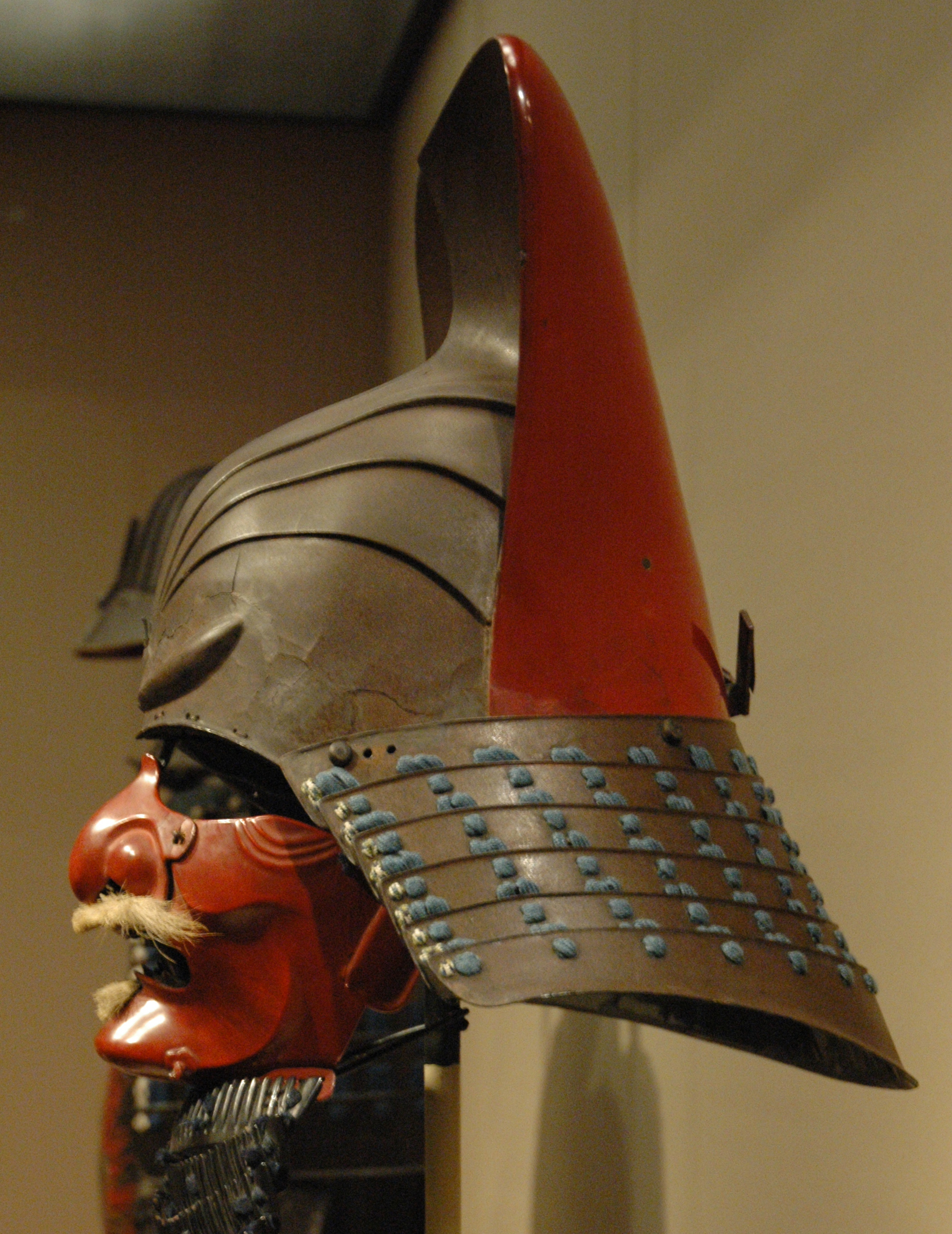
Casc de Samurai

Els samurais comptaven amb un ample arsenal. Sempre es deia que l'ànima d'un samurai es trobava a la seva katana que portaven. En certes ocasions, els samurais es revelaven com uns guerrers totalment dependents de la seva katana per lluitar. Tot i així, era més aviat un símbol de l'estatus i no una arma tan important pel samurai. Els nens petits (menors de cinc anys) rebien la seva primera katana (molt més petita que una de normal) en una cerimònia anomenada mamori-gatana i una petita bossa. En complir els tretze anys, en una cerimònia coneguda com a Genpuku (元服), el nen rebia un nom d'adult i es convertia en samurai. Això li donava dret a portar una katana i una armadura, tot i que aquesta normalment estava lligada amb una corda per evitar que es pogués caure en desembeinar. Katana i wakisashi junts eren coneguts com a daisho, que significa, literalment, gran i petit.
Una altra arma usualment utilitzada pel samurai era el yumi o arc de bambú, que va mantenir un gran prestigi durant segles, fins a l'arribada de la pólvora i el rifle al segle xvi. Molts samurais es negaven a usar armes de foc, ja que les consideraven un deshonor. Un arc compost d'estil japonès era una arma poderosíssima. La seva mida li permetia aplicar-hi diversos projectils, com fletxes amb foc o de senyalització, amb gran precisió en distàncies des de cinquanta a cent metres. Així doncs, encertar exactament el blanc no era important.
Pel que fa a l'armadura dels samurais, n'usaven unes pesants de metall especialment al pit, les espatlleres i el casc (que normalment portava una mascara d'un dimoni), portaven una llarga túnica sempre descoberta pel davant i que els arribava fins una mica més avall dels genolls. A més a més, si el samurai era d'alt rang, era normal que portés una altra tela per sobre l'armadura.
En els samurais, es pot trobar aquest seguit d'armes:

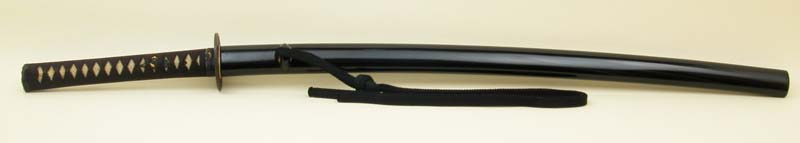
La katana d'un samurai.

- Katana: Arma principal dels samurais, és una espasa japonesa que feia al voltant d'un metre de llarg i que portaven tots els samurais, encara que no la sabessin fer servir. Actualment anomenem katana aquelles espases d'origen japonès, però la realitat és que la paraula katana vol dir espasa en japonès i ells usaven aquest concepte per referir-se a tot tipus d'espases
- Himagatana: Una daga de 25 centímetres feta enterament d'acer.
- Kozuka: Un ganivet de quinze centímetres de llarg, esmolat només per un dels seus costats, fàcilment transportable a la butxaca o a la saia (beina) de la katana. Es llança al cap o al coll de l'objectiu.
- Kubikiri: Una daga lleugera de 40 centímetres.
- Tanto: Un ganivet que servia per protegir l'honor del seu portador i s'utilitzava únicament pel ritual del seppuku, mal conegut a occident com hara-kiri (suïcidi).
- Wakizashi: Una espasa una mica més petita que la katana (60 cm aprox.) que utilitzaven com a arma auxiliar. De la mateixa manera que la katana, la wakizashi era una arma que els samurais sempre portaven.
- No-Dachi: Armes equivalents a les espases de dues mans de la cavalleria a l'edat mitjana europea.

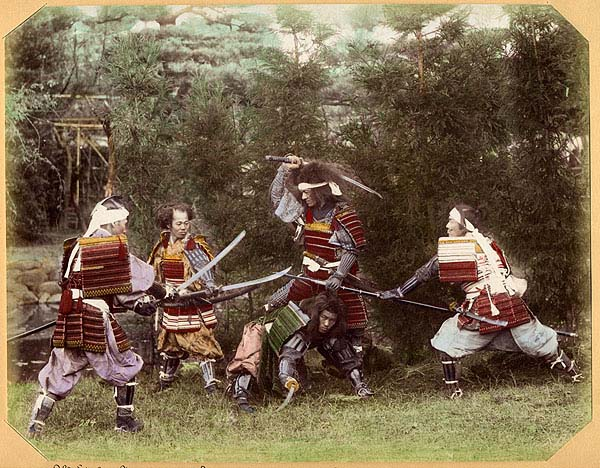
Samurais en combat. Ogawa Kazumasa, 1880

Un altre tipus d'armes molt utilitzades pels samurais eren els arcs:
- Dai-kyu: Arc gran que s'utilitzava a cavall; es podia utilitzar a peu però a la pràctica no es feia servir així.
- Yumi: Arc petit per les tropes d'infanteria.
- Ashi-Kyu: Arc d'origen occidental per les tropes a peu, té una mida intermèdia entre el Dai-kyu i el Yumi.

A més, els samurais també utilitzaven altres tipus d'armes a part dels ganivets i arcs:
- Ono: Arma d'una mà semblant al martell.
- Naginata: Mena de llança llarga amb la fulla amb forma d'espasa àrab.
- Yari: Llança típica de les tropes a peu.
- Tetsubo: Arma feta totalment de metall amb forma de bastó.
- Tessen: Tot i que no és una arma en si mateixa, tots els militars d'alt rang portaven un ventall amb plaques metàl·liques per poder donar ordres de manera visual.

## Arts marcials
De cada nen que creixia dins d'una família samurai s'esperava que de major fos també un guerrer, per la qual cosa gran part de la seva infància la dedicava a practicar les diferents arts marcials. Un samurai complet devia ser hàbil com a mínim en l'ús de l'espasa, l'arc i la fletxa, la llança i posteriorment en l'ús d'armes de foc. De la mateixa manera, se'ls instruïa en l'ús d'aquestes armes mentre muntaven a cavall. A més s'esperava que sabessin nedar.
Durant l'època feudal del Japó, van florir diversos tipus d'arts marcials, coneguts en japonès amb el nom de bujutsu (武术). El terme jutsu pot traduir com a «mètode», «art» o «tècnica» i el nom que té cada una és indicatiu de la manera com s'executen. Els mètodes de combat que es van desenvolupar i perfeccionar són molt diversos, entre els quals es destaquen:
| Amb armes          | Amb armes                 | Amb armes                       | Sense armes     |
| ------------------ | ------------------------- | ------------------------------- | --------------- |
| Important          | Secundari                 | Col·lateral                     |                 |
| Tir amb arc        | Art del ventall de guerra | Art de la cadena i altres eines | aikidō          |
| kyūjutsu           | tessenjutsu               | kusarijutsu                     | aiki jujutsu    |
| kyūdō              | Art del pal               | kusariganayutsu                 | chikarakurabe   |
| shagei             | jōjutsu (bō)              | manrikikusari                   | chogusoku       |
| Llanceria          | jōdō                      | chigirigijutsu                  | genkotsu        |
| sojutsu            | tetsubojutsu              | gegikanjutsu                    | gusoku          |
| yarijutsu          | Art del jiite             | Arts ocultes                    | hakushi         |
| naginatajutsu      | juttejutsu                | ninjutsu                        | jūjutsu         |
| sodegaramijutsu    |                           | toiri-no-jutsu                  | karate          |
| sasumatajutsu      |                           | shinobijutsu                    | kenpo           |
| Esgrima            |                           | chikairi-no-jutsu               | kiaijutsu       |
| tojutsu            |                           | shurikenjutsu                   | kogusoku        |
| kenjutsu           |                           | yubijutsu                       | koshi-no-mawari |
| kendō              |                           | koppo                           | kumiuchi        |
| iaijutsu           |                           | fukihari                        | roikomiuchi     |
| iaidō              |                           | suihokojutsu                    | shikaku         |
| tantojutsu         |                           |                                 | shinobi         |
| Equitació          |                           |                                 | shubaku         |
| bajutsu            |                           |                                 | sumai           |
| jobajutsu          |                           |                                 | sumo            |
| suibajutsu         |                           |                                 | taidō           |
| Natació            |                           |                                 | taidojutsu      |
| suiejutsu          |                           |                                 | torite          |
| oyogijutsu         |                           |                                 | wajutsu         |
| katchu gozen oyogi |                           |                                 | yawara          |

## Mite i realitat
La majoria dels samurais (durant el període Edo) van ser educats segons un estricte codi d'honor i s'esperava un gran exemple per part seva cap a la gent d'un estatus inferior. Una gran part d'aquest codi es troba al seppuku (切腹, seppuku), que permetia a un samurai en deshonor recuperar-lo després de la mort a mans d'un altre samurai que estigués sota la seva tutela. Tanmateix, aquest seguit de rituals se seguien sota el Bushido (武士道, Bushidō). Els estudiosos Kobudo i tradicionals de Budo indiquen que, el 1905, a la pràctica aquest ritual el feia qualsevol guerrer.
Tot i el desenfrenat romanticisme del segle xx, els samurais podien ser deslleials i traïdors, com per exemple Akechi Mitsuhide, o valents i lleials com Kusunoki Masashige. Els samurais solien ser lleials als seus superiors immediats. Normalment eren fidels al seu senyor com és el cas dels aliats de Toyotomi Hideyoshi (豊臣秀吉), però també hi ha episodis de traïció per part dels samurais envers el seu senyor.

## Conceptes relacionats
Els següents conceptes estan relacionats amb els samurais:
- Uruwashii: És una de les primeres paraules relacionades amb els samurais i va ser escrita amb un kanji que combina els personatges literaris dels estudis ("bun" 文) i arts marcials ("bu" 武)
- Buke(武家): Una casa marcial o d'un membre d'aquesta.
- Mononofu (もののふ): Antiga paraula que designa un guerrer.
- Musha((武家): Una forma abreujada de bugeisha武芸者), lit. Home d'arts marcials.
- Shi(士): Una paraula que més o menys significa "cavaller", a vegades s'utilitzava per assignar als samurais, en particular, en paraules tals com bushi (武士, que significa guerrer samurai).
- Tsuwamono (兵): Un vell terme per soldat popularitzat per Matsuo Bashō en el seu famós haiku. Literalment significa una persona forta.

## Samurais famosos
| - Akechi Mitsuhide - Date Masamune - Hasekura Tsunenaga - Kusunoki Masashige - Minamoto Yoshiie - Minamoto Yoshitsune | - Miyamoto Musashi - Oda Nobunaga - Saigo Takamori - Sakamoto Ryoma - Sanada Yukimura - Sasaki Kojiro | - Takeda Shingen - Tokugawa Ieyasu - Toyotomi Hideyoshi - Uesugi Kenshin - Yamamoto Tsunetomo |

### Samurais occidentals

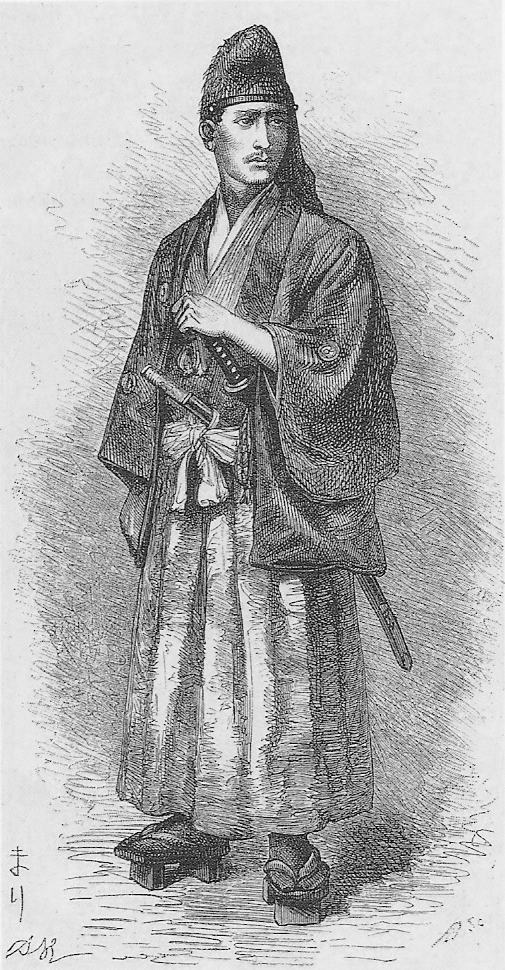
Eugène Collache, oficial de l'armada francesa lluitant pel shogun a la Guerra Boshin el 1896

Es creu que el mariner i aventurer anglès William Adams (1564-1620) va ser el primer estranger a rebre la dignitat de samurai. El shogun Tokugawa Ieyasu li va fer entrega de dues espases que representaven l'autoritat d'un samurai, anunciant-li que el mariner William Adams havia mort i havia nascut el samurai Miura Anjin (三浦按針). Adams també va rebre el títol de hatamoto, una posició d'alt prestigi com a conseqüència directa de la retenció a les corts del shogun. Se'l va considerar un senyor feudal a Hemi (逸見) dins dels límits de l'actual ciutat de Yokosuka, amb uns vuitanta o noranta agricultors que eren els seus esclaus o servents i amb una finca valorada en 250 kokus (mesura de la renda de la terra en igualtat d'arròs uns cinc quartons).
Enero Joosten van Lodensteijn (1556? -1623?) va ser un conegut d'Adams que també va ser reconegut amb els mateixos privilegis de Tokugawa Ieyasu. Es creu que es va convertir en el samurai Joosten i se li va donar un permís de residència al castell Edo. Avui en dia la sortida oriental de l'Estació de Tokyo es coneix com a Yaesu (八重洲). Yaesu és una corrupció del nom de l'holandès al nom en japonès, Yayousu (耶杨子). En un viatge d'anada i tornada a Batavia Joosten va morir ofegat després que el seu vaixell s'enfonsés a mala mar.
Durant la guerra Boshin (1868-1869), els soldats francesos van sumar forces amb el Shogunat Tokugawa contra els daimyos del sud favorables a la restauració de l'emperador Meiji. Queda constància que l'oficial de la marina francesa Eugène Collache va lluitar amb vestimenta japonesa. Al prussià Edward Schnell també se li va concedir el nom de japonès Hiramatsu Buhei (平松武兵卫), que va governar la gent del daimyo en nom de Matsudaira Katamori (松平). A Hiramatsu (Schnell) se li va donar el dret de portar espases, una residència en el castell de la ciutat de Wakamatsu i una esposa japonesa.

## Llegat
La seua ètica, el bushido, ha romàs fins avui en dia a la societat japonesa.
Al manga hi tenen una presència especialment durant la Segona Guerra Mundial i les dècades del 1980 i 1990, destacant les obres de Hiroshi Hirata.
Al cinema existeix el gènere del chambara, o cinema de samurais.